# أمير جروس كبيري
أمير جروس كبيري (بالعبرية: אמיר גרוס כבירי) رجل أعمال إسرائيلي، وجامع لوحات واعمال فنية، و الرئيس التنفيذي لمركز منصور تامير أبراهام للفنون المرئية.
درس إدارة واقتصاد بجامعة كاليفورنيا، لوس أنجلوس.
في عام 2010 تبرع لمؤسسة ياد فاشيم وهي مؤسسة إسرائيلية رسمية أقيمت في 1953 بموجب قرار الكنيست الإسرائيلي كمركز أبحاث في أحداث الهولوكوست (المحرقة اليهودية، أي إبادة اليهود خلال الحرب العالمية الثانية) ولتخليد ذكر ضحاياها .

## وصلات خارجية
- الموقع الإلكتروني